# Kelloggina travassosi
Kelloggina travassosi är en tvåvingeart som beskrevs av Lane och Andretta 1956. Kelloggina travassosi ingår i släktet Kelloggina och familjen Blephariceridae. Inga underarter finns listade i Catalogue of Life.